# مارگارت رادرفورد
مارگارت رادرفورد DBE (انگلیسی: Dame Margaret Taylor Rutherford؛ زاده ۱۱ مهٔ ۱۸۹۲ – درگذشته ۲۲ مهٔ ۱۹۷۲) یک هنر پیشه اهل انگلستان بود. مارگارت رادرفورد اولین هنر پیشه‌ای است که نقش خانم مارپل را در سینما بازی کرده است.

## زندگی‌نامه
مارگارت رادرفورد یکی از بهترین بازیگران کمدی نسل خود بود که هم در صحنه و هم روی پرده کار موفقی داشت. او با یک پلاک آبی در ۴ برکلی، ویمبلدون، جایی که بین سال‌های ١٨٩۵ تا ١٩٢٠ با عمه‌اش زندگی می‌کرد، گرامی داشته می‌شود.
رادرفورد در سال ١٨٩٢ در بلهام، در جنوب لندن زاده شد. در سال ١٨٩۵ خانواده او به هند نقل مکان کردند - پدرش، ویلیام رادرفورد، تاجر ابریشم هندی بود. به طرز غم انگیزی، مادرش در همان سال جان خود را از دست داد و پدرش که مدت‌ها از بیماری روانی رنج می برد، نتوانست به تنهایی از مارگارت مراقبت کند. قبل از اینکه مارگارت به دنیا بیاید، ویلیام پدرش را به قتل رسانده بود و سعی کرده بود جان خود را بگیرد. پس از مرگ همسرش، او بقیه عمر خود را در آسایشگاه‌ها سپری کرد. مارگارت جوان که هنوز فقط سه سال داشت به بریتانیا بازگردانده شد تا با عمه‌اش بسی نیکلسون در لندن زندگی کند. این ترومای اولیه و سابقه بیماری روانی خانواده‌اش، مارگارت را در طول زندگی‌اش تسخیر کرد و او از دوره‌های متناوب اضطراب و افسردگی رنج می‌برد.
مارگات در ادامه به موفقیت قابل توجهی در فیلم‌هایی دست یافت که شامل حضور در "پاسپورت پیملیکو" (١٩۴٩)، "شادترین روزهای زندگی شما" (١٩۵٠) و "افراد" VIP (1963) و بازی در نقش دوشس برایتون در کنار ریچارد برتون و الیزابت تیلور بود. او برنده اسکار بهترین بازیگر نقش مکمل زن شد. او همچنین به خاطر بازی در نقش خانم مارپل آگاتا کریستی در چندین فیلم از جمله قتل او گفت (١٩۶٢)، قتل آهوی (١٩۶۴) و قتل بیشترین بدجنسی (١٩۶۵) شهرت داشت.
مارگارت در سال ١٩۴۵ با بازیگر همکار جیمز باکلی استرینگر دیویس ازدواج کرد. آن‌ها به یکدیگر فداکار بودند و جیمز از مارگارت در طول دوره‌های دشوار افسردگی ناتوان‌کننده در بیمارستان‌های روانی حمایت می‌کرد. در دهه ١٩۵٠، این زوج به طور غیررسمی نویسنده ای به نام گوردون لنگلی هال را پذیرفتند، سپس در ٢٠ سالگی، هال بعداً تحت عمل جراحی تغییر جنسیت قرار گرفت و داون لنگلی سیمونز شد. با این نام، او زندگی‌نامه مارگارت رادرفورد را در سال ١٩٨٣ نوشت.
در اواخر عمر مارگارت و جیمز در باکینگهامشایر زندگی می‌کردند، جایی که مارگارت سرانجام در سال ١٩٧٢ در بیمارستان چالفونت و جراردز کراس در سن ٨٠ سالگی درگذشت. در زمان مرگ، مارگارت موفق به دریافت مدرک DBE (١٩۶٧) شد و بسیار مورد احترام و موفق بود. بازیگر او در به تصویر کشیدن زنان میانسال عجیب و غریب با طنز سریع و ذهن تیز تخصص خاصی داشت.

## بخشی از فیلم‌شناسی
| سال  | عنوان                    | نقش                     | توضیحات |
| ---- | ------------------------ | ----------------------- | --- |
| ۱۹۴۳ | قناری زرد (فیلم)         | Mrs. Towcester          | |
| ۱۹۴۸ | میراندا (فیلم ۱۹۴۸)      | Nurse Carey             | |
| ۱۹۴۹ | گذرنامه ورود به پیملیکو  | Professor Hatton-Jones  | |
| ۱۹۵۲ | اهمیت جدی بودن           | Miss Letitia Prism      | |
| ۱۹۵۳ | دردسر در فروشگاه         | Miss Bacon              | |
| ۱۹۵۷ | تنها شانس من (فیلم ۱۹۵۷) | Mrs. Dooley             | |
| ۱۹۵۹ | من خوبم جک               | Aunt Dolly              | |
| ۱۹۶۳ | آدم‌های خیلی مهم          | The Duchess of Brighton | - جایزه اسکار بهترین بازیگر نقش مکمل زن - جایزه گلدن گلوب بهترین بازیگر نقش مکمل زن - Laurel Award for Top Female Supporting Performance - جایزه هیئت ملی بازبینی فیلم برای بهترین بازیگر نقش مکمل زن |
| ۱۹۶۵ | ناقوس‌های نیمه‌شب          | Mistress Quickly        | |
| ۱۹۶۵ | جنایت‌هایی به ترتیب الفبا |                         | |